# Tandem (aplicație)
Tandem este o aplicație de schimb lingvistic pe iOS și Android care conectează cursanții de limbi străine cu vorbitori nativi.  Membrii pot căuta parteneri de schimb lingvistic cu care să vorbească prin chat sau prin chat vocal.  Începând cu iulie 2020, aplicația acceptă 300 de limbi, inclusiv 20 de limbi semnelor, 20 de limbi indigene și șase limbi fictive, cum ar fi mandalorian sau klingon. 

## Istorie
Tandem a fost fondată la Hanovra în 2014 de către Arnd Aschentrup, Tobias Dickmeis și Matthias Kleimann. Acum, cu sediul central la Berlin, Tandem și-a lansat aplicația mobilă pe iOS în 2015, urmată de Android în 2016. Înainte de Tandem, Aschentrup, Dickmeis și Kleimann au înființat Vive, o comunitate de chat video mobil destinată exclusiv membrilor. 
În 2015, Tandem a încheiat o rundă de start de 600.000 EUR de la investitori individuali, inclusiv Atlantic Labs (Christophe Maire), Hannover Beteiligungsfonds, Marcus Englert (Președintele Rocket Internet), Catagonia, Ludwig zu Salm, Florian Langenscheidt, Heiko Hubertz și Martin Sinner, Întreprinderile Zehden.   În 2016, s-au strâns încă 2 milioane EUR de la noi investitori, Rubylight și Faber Ventures, precum și de la investitorii existenți Hannover Beteiligungsfonds, Atlantic Labs și Zehden Enterprises. 
În 2018, Tandem a introdus Tandem Pro, o ofertă bazată pe abonament pentru a accesa toate funcțiile de învățare a limbilor străine disponibile în aplicație.
În iulie 2020, Tandem a încheiat o rundă de finanțare seria A de 5 milioane EUR (~5,7 milioane USD) condusă de Brighteye Ventures, un fond european de tehnologie educațională - împreună cu Trind Ventures, Rubylight Limited și GPS Ventures. 

## Concept
Aplicația Tandem și numele său au fost inspirate de învățarea limbii în tandem, o metodă de învățare a unei limbi prin schimb lingvistic. Într-un schimb lingvistic sau un tandem, fiecare persoană este un vorbitor nativ al limbii pe care cealaltă persoană dorește să o învețe. Discuția este împărțită în mod egal între ambele limbi pentru a se asigura că ambii parteneri sunt capabili să învețe limba lor țintă. Aplicația Tandem este susținută de Tandem Fundazioa, organizația care a dezvoltat metoda de învățare a limbilor în tandem. 

## Caracteristici
Tandem solicită membrilor săi să trimită o cerere înainte de a fi acceptați în comunitatea Tandem.  Ca parte a politicii de moderare a Tandem, fiecare aplicație este revizuită individual. 
Odată acceptat, Tandem le prezintă membrilor săi un flux de potențiali parteneri Tandem care sunt vorbitori nativi în limba pe care doresc să o învețe. Membrii pot conversa apoi cu partenerii lor Tandem prin mesagerie instantanee, mesaje vocale, apeluri audio și apeluri video.   Lista partenerilor poate fi, de asemenea, rafinată folosind  vârstă și sex.

## Recepție
În 2015, Tandem a fost desemnat în „Cele mai bune aplicații din 2015” de la Apple.  Tandem a fost, de asemenea, recunoscut drept una dintre „Cele mai bune aplicații din 2017” de la Google Play. 

### Premii
În 2018, Tandem a primit un premiu din partea inițiativei germane Deutschland - Land der Ideen în cadrul competiției „Ausgezeichnete Orte im Land der Ideen”.  Această inițiativă recunoaște ideile și proiectele de top din Germania care încurajează interconectarea culturilor și o societate deschisă la minte. 

### Critică
Tandem a primit critici pentru că nu a acceptat imediat membri în comunitate. În unele țări, există o listă de așteptare, iar solicitanții pot aștepta până la 7 zile pentru ca cererea lor să fie procesată de moderatorii umani. 

## Limbi disponibile pe Tandem
Există 300 de limbi disponibile pentru a învăța pe Tandem.  Cele mai populare perechi de limbi (în ordinea popularității) sunt: engleză – spaniolă, spaniolă – portugheză, engleză – chineză, engleză – franceză și chineză – japoneză. 